# Elaver gibarrai
Espèce
Elaver gibarrai est une espèce d'araignées aranéomorphes de la famille des Clubionidae.

## Distribution
Cette espèce est endémique du Jalisco aux Mexique,. Elle se rencontre vers La Huerta.

## Description
Le mâle holotype mesure 4,80 mm et la femelle paratype 4,60 mm, les mâles mesurent de 4,50 à 4,80 mm et les femelles de 4,1 à 5,74 mm.

## Systématique et taxinomie
Cette espèce a été décrite par Chamé-Vázquez et Jiménez en 2025.

## Étymologie
Cette espèce est nommée en l'honneur de Guillermo Ibarra Núñez.

## Publication originale
- Chamé-Vázquez & Jiménez, 2025 : « A new sac spider of the genus Elaver O. Pickard-Cambridge, 1898 (Araneae: Clubionidae) from western Mexico. » Zootaxa, no 5618(2), p. 295-300.